# Real de Catorce
Real de Catorce (conocida como Wirikuta en lengua huichol) es una expoblación minera y actualmente turística ubicada cerca de Matehuala, en el corazón de la Sierra de Catorce, al norte del estado de San Luis Potosí, en México.
Según la tradición, su nombre de Real, viene por su condición minera de plata (Real de Minas), y el agregado Catorce, por catorce ladrones que se escondieron en este lugar.

## Geografía
Se encuentra enclavado en una sierra aislada llamada como la Sierra de Catorce, a una altitud media que fluctúa aproximadamente de los 2465 a los 2755 m s. n. m. y la principal vía de acceso es a través de un túnel de 2300 metros de longitud, inaugurado el 2 de abril de 1901, denominado Ogarrio en honor al pueblo de España así denominado (Ruesga) de donde Santos Sainz de la Maza y Ezguerra Zorrilla, Padre de 
Gregorio Sainz de la Maza y Gómez de la Puente era originario. La ciudad más cercana es Matehuala.
Posee un clima semiárido frío o estepario (BSk en la clasificación Köppen), esto debido a su gran altitud y su ubicación tan lejos del mar, como en el resto del altiplano.
Los veranos son de suaves a cálidos, con temperaturas que rara vez sobrepasan los 30 °C, mientras que los inviernos son frescos y fríos, con temperaturas que fluctúan de los 3 °C a los 10 °C de media, aunque con frentes fríos que hace que pueda descender a temperaturas inferiores a los -10 °C.
Las nevadas, aunque raras, se han presentado, la última gran nevada fue en el día 21 de diciembre del año 2019, cuando se acumularon unos centímetros de nieve.

## Importancia
Uno de los grandes centros mineros de San Luis Potosí fue el Real de Minas de Nuestra Señora de la Limpia Concepción de Guadalupe de los Álamos de Catorce, o más conocido como Real de Catorce. Es difícil precisar cuándo se descubrió la primera veta, pero ya en 1772 era un real o una población minera; es hasta el 11 de agosto de 1777 cuando surge como en documentos el término de “Los catorce”.
En realidad fue hacia 1778 cuando se encontraron las vetas más ricas y cuando debe considerarse fundado el Real, ya que en ese año acudieron una gran cantidad de mineros en busca de las riquezas que la tierra ofrecía, desatándose una verdadera fiebre de la plata en medio de condiciones totalmente desfavorables.

«...Se fundó en el año de 1779 debido al descubrimiento de ricas minas de plata, lo cual motivó a que una multitud de mineros y aventureros llegaran al lugar en busca de suerte, desatándose una verdadera fiebre de la plata en medio de condiciones totalmente desfavorables. El lugar era inaccesible, no existían caminos, no había agua y los abastecimientos eran difíciles. En sus principios no contaba con ninguna autoridad que se ocupara realmente de hacer respetar la ley; la anarquía era total y, como siempre, el fuerte se aprovechaba del débil. A esta situación le vino a poner fin Silvestre López Portillo, de ascendencia española y nacido en Guatemala; a él se le debe la fundación del pueblo que en sus primeros tiempos fue denominado: Real de Minas de Nuestra Señora de la Limpia y Purísima Concepción de Guadalupe de los Álamos de Catorce. Su desempeño fue encomiable y se distinguió por su gran experiencia como minero y por su inflexible determinación
Como escribe Valerio Monti en Real de Catorce, nido de águilas.

Y ese pensamiento no estaba lejos de la realidad, pues Real de Catorce fue una de las minas más ricas de la Nueva España; en 1803 ocupaba el segundo lugar mundial por la cantidad de plata que producía.

## Pueblo fantasma
La vida del pueblo transcurrió en medio de la actividad de los mineros que extraían la plata, pero al continuar excavando toparon con un manto acuífero que al perforarlo inundó la mina. Aunque se intentó continuar explotando el metal usando extractores y bombas de agua ya no fue posible y la mina fue cerrada, convirtiéndola así en un museo. Éste nos muestra que la salud también era importante para los mineros, quienes fueron atendidos por el Dr. Manuel Rosales, médico retirado pero que en 2017 aún contaba la historia vivida en este lugar.
Existían minas alternas donde se continuó extrayendo la plata, pero al ser carentes de ella se optó por cerrarlas también, quedando así solo sus vestigios. Al ser este un pueblo minero fue abandonado convirtiéndose en un pueblo fantasma. Posteriormente fue retomado como lugar turístico y reconstruido, manteniendo así una actividad turística en los recorridos que se ofrecen para visitar los diferentes atractivos como visitas a los matorrales del semidesierto, lugares sagrados para los Huicholes como El Quemado, recorridos a las minas, y vistas guiadas al museo de la primera casa de moneda fundada en México o las estaciones del tren que fueron construidas por el presidente Porfirio Díaz para su transportación y exportación de plata a España. Actualmente la iglesia de San Francisco de Asís muestra parte de la antigüedad del pueblo y de la devoción de sus pobladores, los cuales, reciben a miles de turistas ya sea para hacer culto al santo o para conocer sus hermosas calles y paisajes que forman una estampa única de un poblado enclaustrado en esta zona semidesértica de San Luis Potosí.

## Centro turístico
En el año 2001, Real de Catorce fue incluido en el programa Pueblos Mágicos de la Secretaría de Turismo.

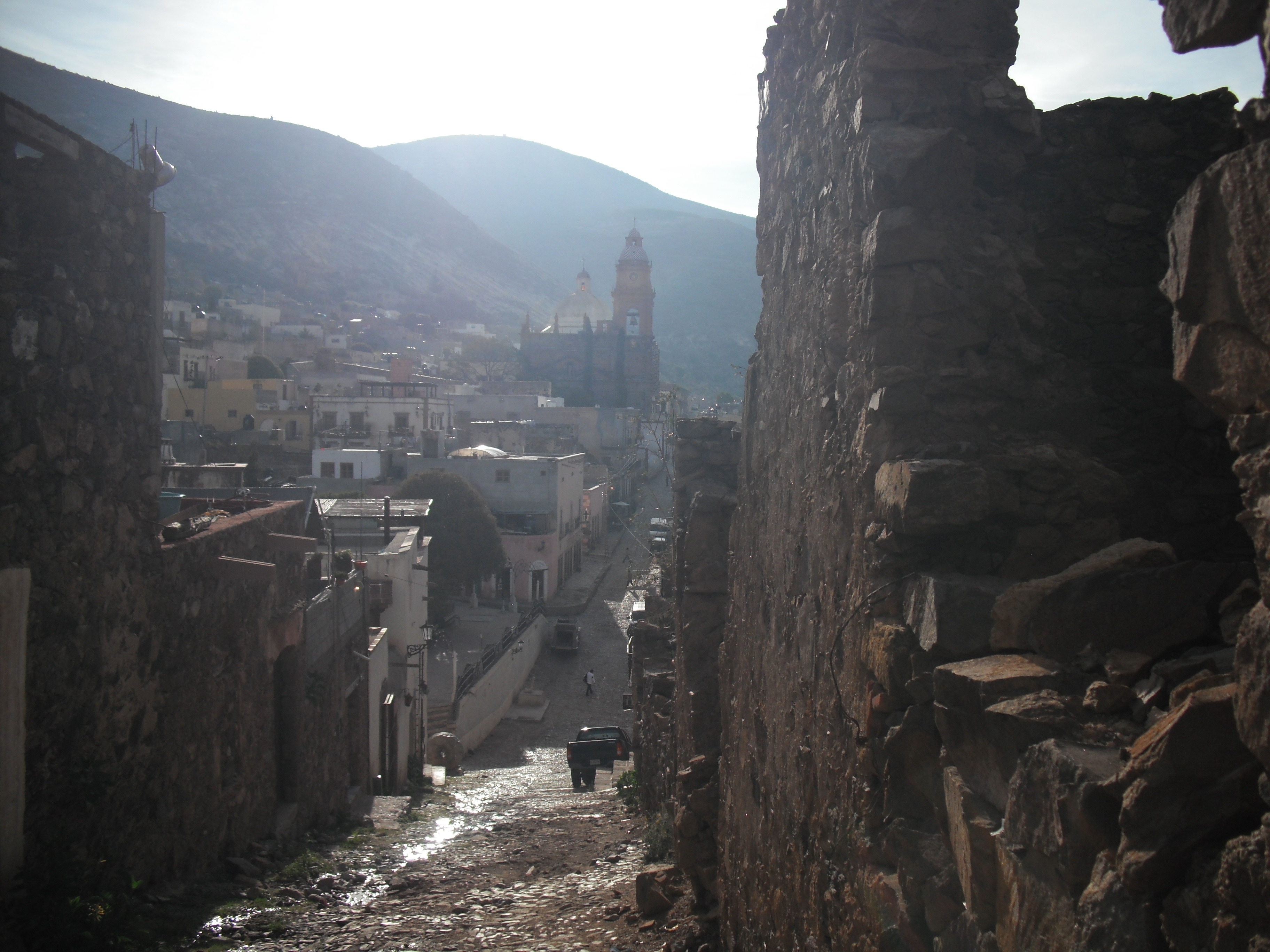
Calle Real.

### Parroquia de la Purísima Concepción

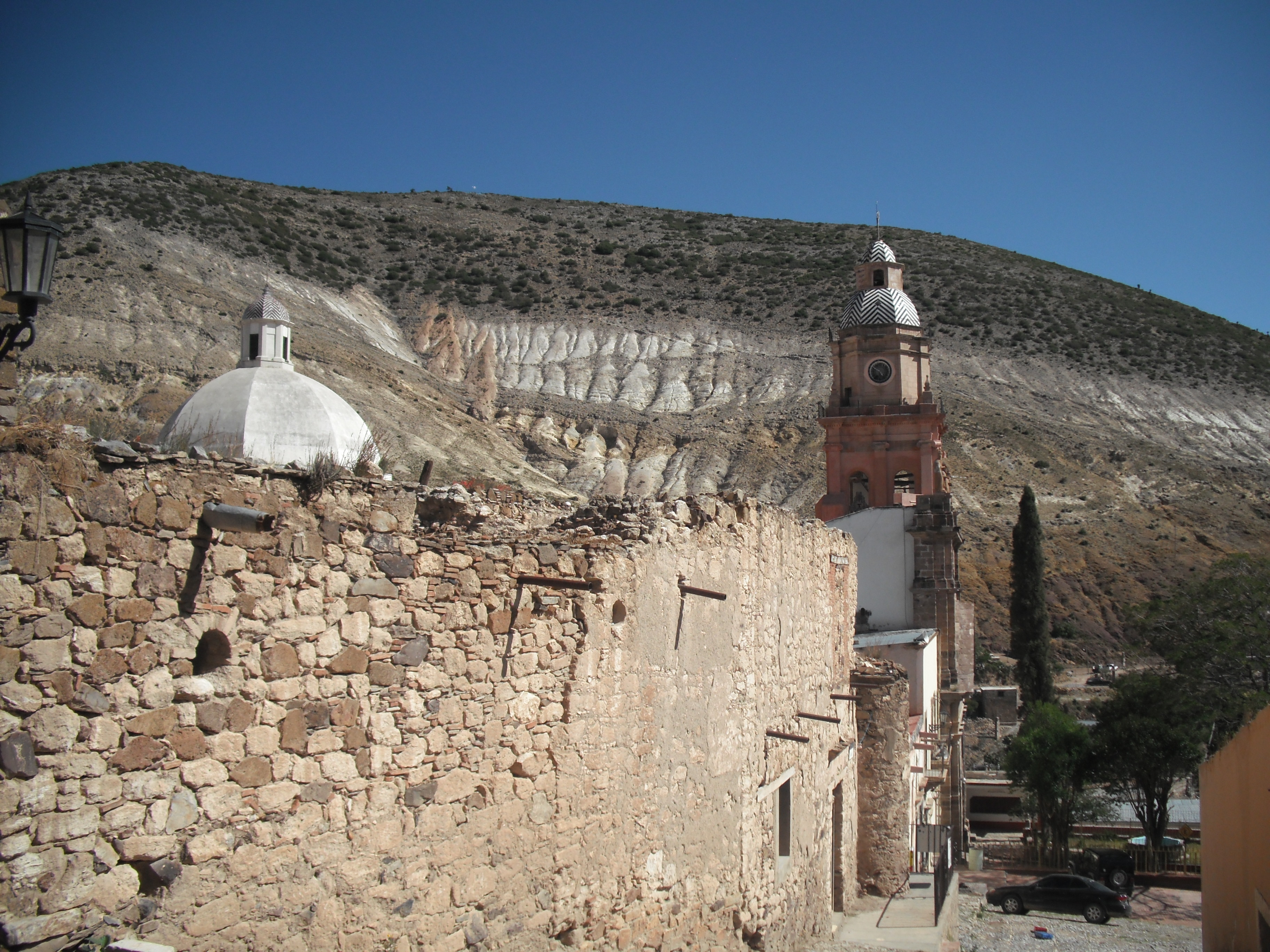
Templo de la Purísima Concepción, donde se venera la imagen de "Panchito".

Después de la Revolución los emigrados catorceños empezaron, año tras año, a regresar a su viejo hogar y rendir homenaje al milagroso San Francisco de Asís, también conocido como "Panchito" o “El Charrito”, alimentando una tradición que se fue agrandando año tras año por cuenta exclusiva de la fe popular, hasta llegar a las colosales proporciones de su forma actual.

### Artesanía
Antonio Carrillo de la Cruz de la comunidad de Santa Catarina realiza obras de arte inspiradas en la tradición y mitología huichol.

### 8 reales de 1811
La moneda de 8 reales de 1811 es la más rara de todas las que se acuñaron en Catorce y la más apreciada por los numismáticos. Se conoce la existencia de muy pocos ejemplares y su valor actual se estima en más de 50 000 dólares. Se trata de una moneda de plata, canto liso, módulo irregular de treinta y ocho milímetros. En el exergo está la inscripción: EL ELR•D•CATORC•POR
FERNA •VII•1811. Y en el exergo del reverso: +MONEDA• PROVISIONAL• VALE• 8R•

## Galería

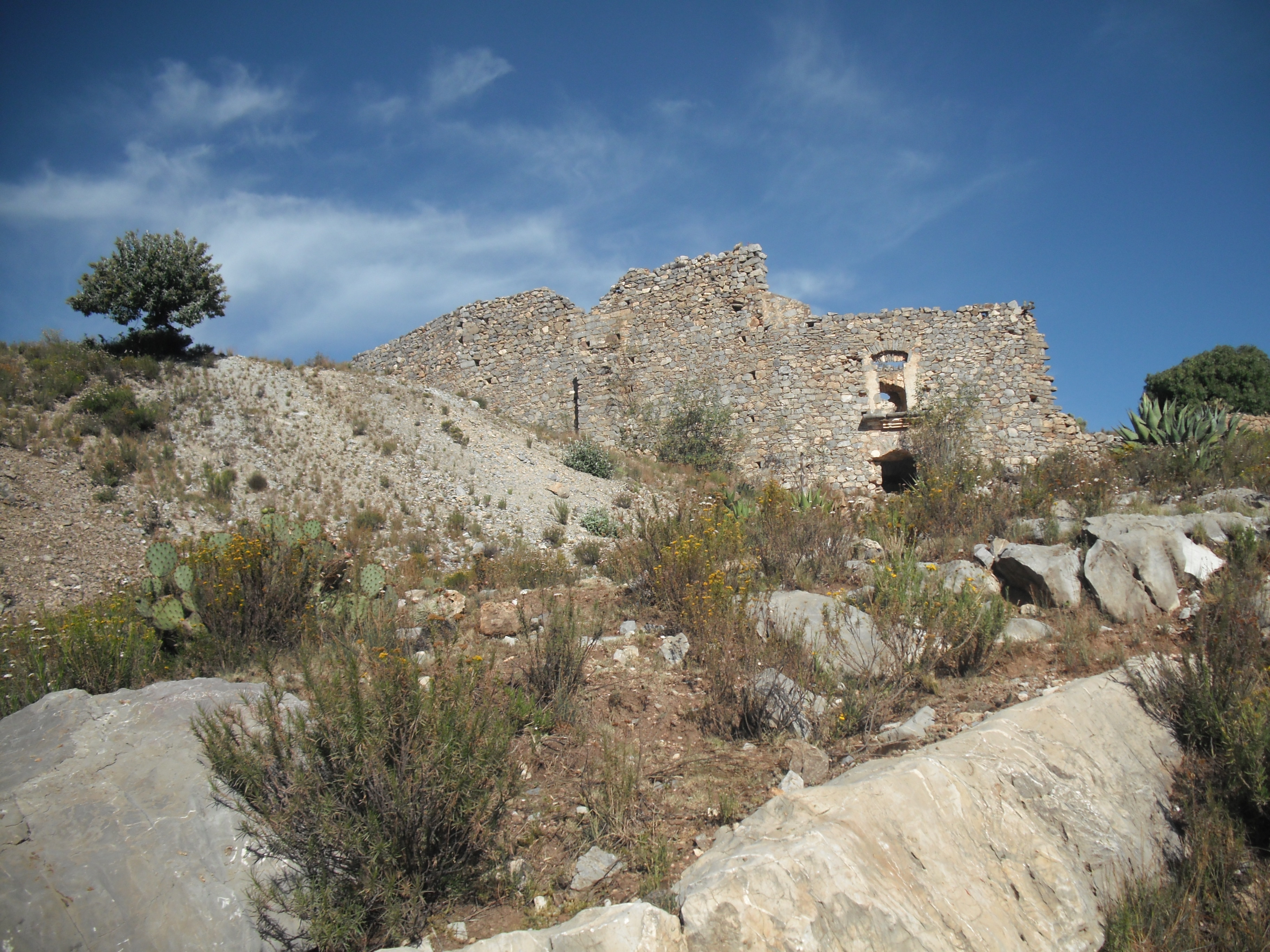
La Mina abandonada.
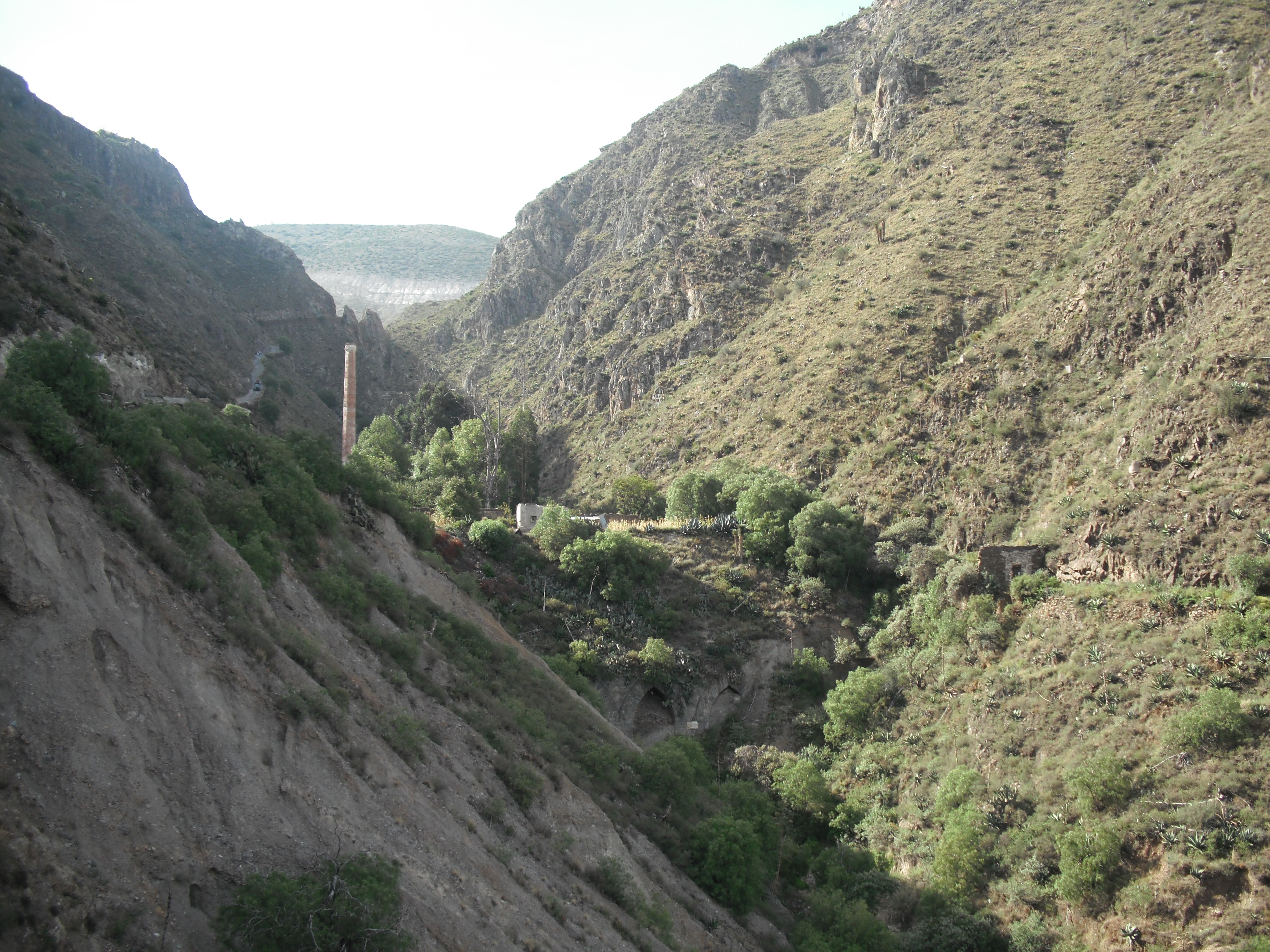
El Socavón de Purísima, la chimenea de una mina abandonada.
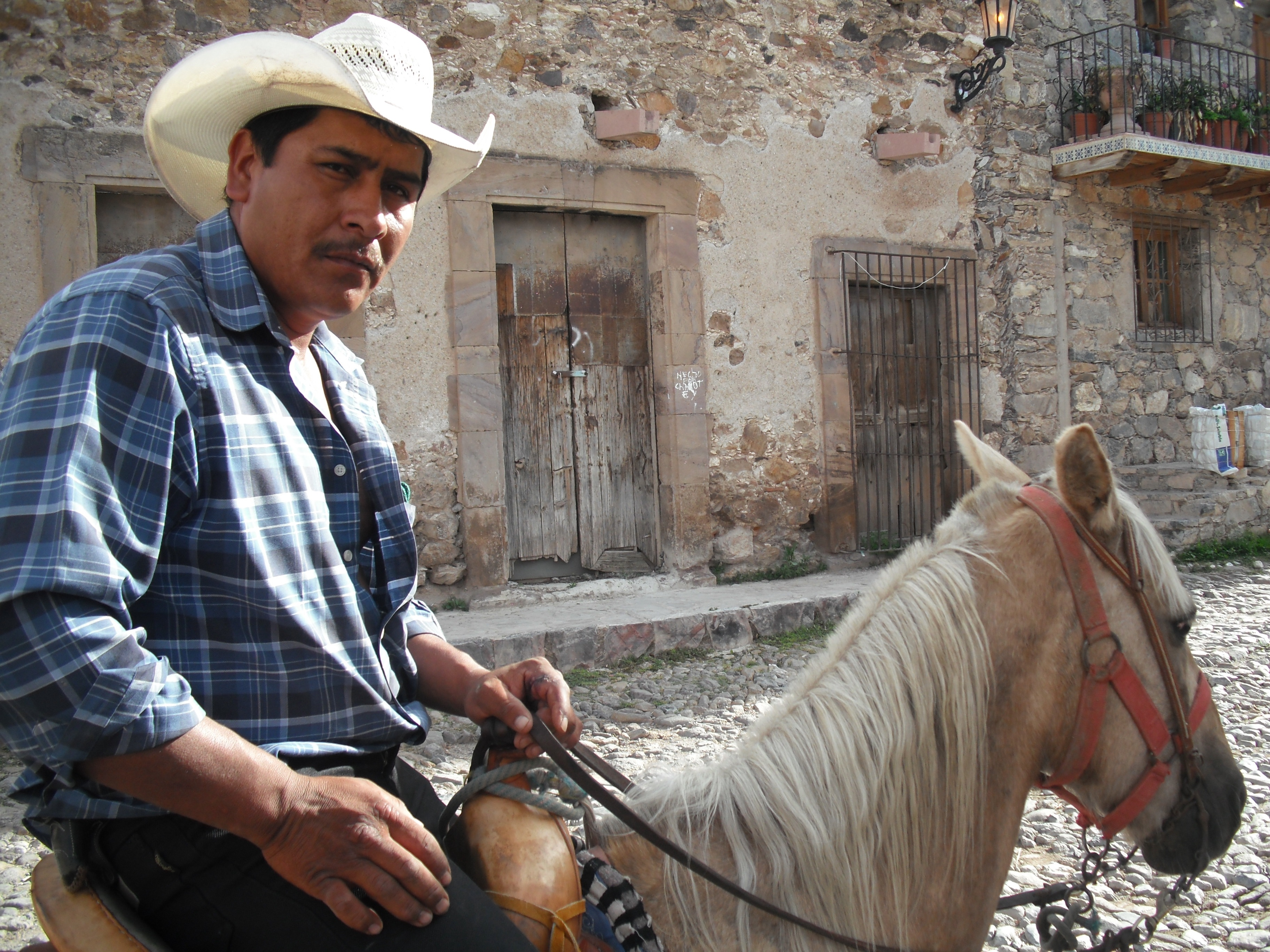
Un guía local.
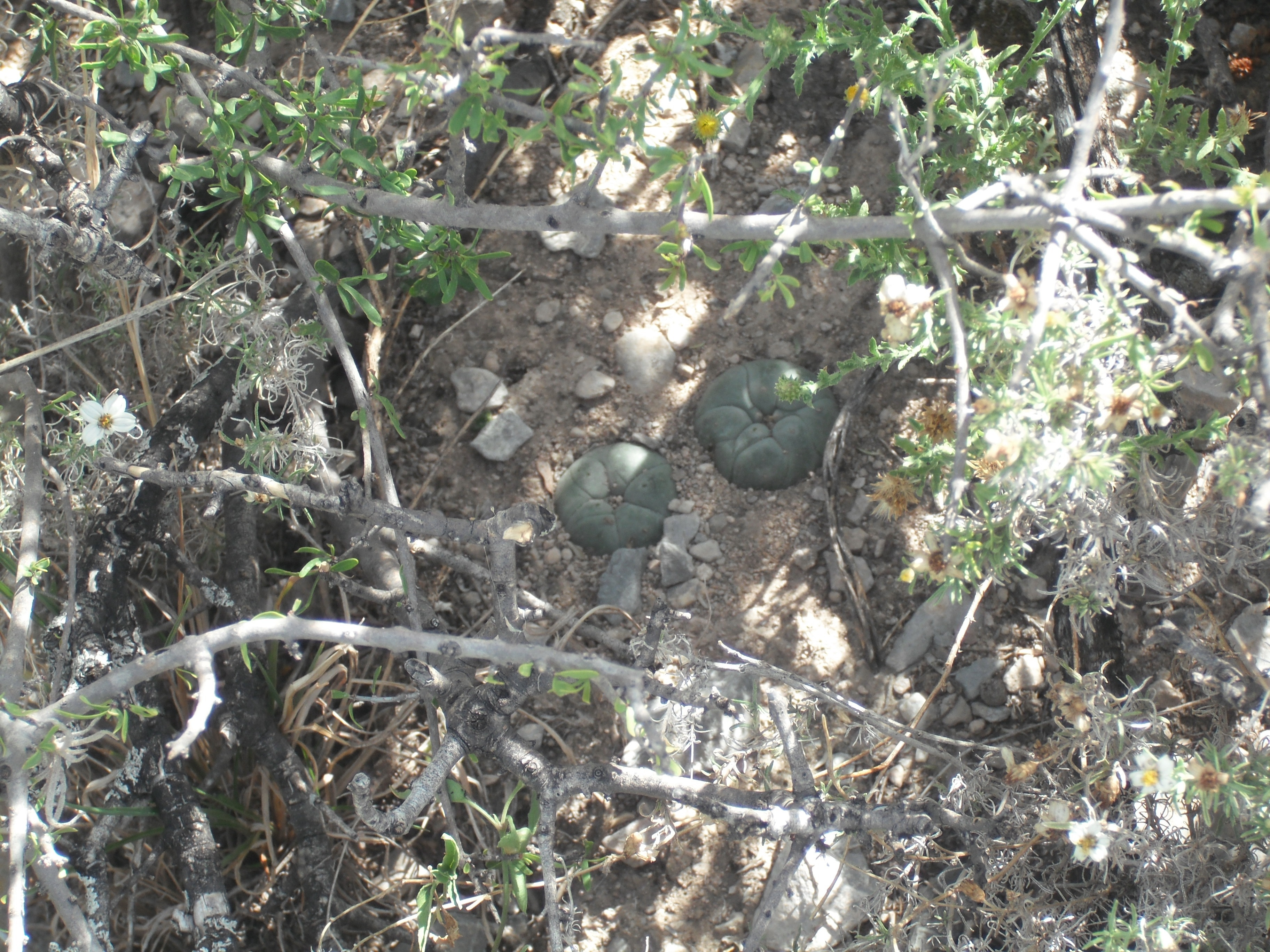
Un Peyote.
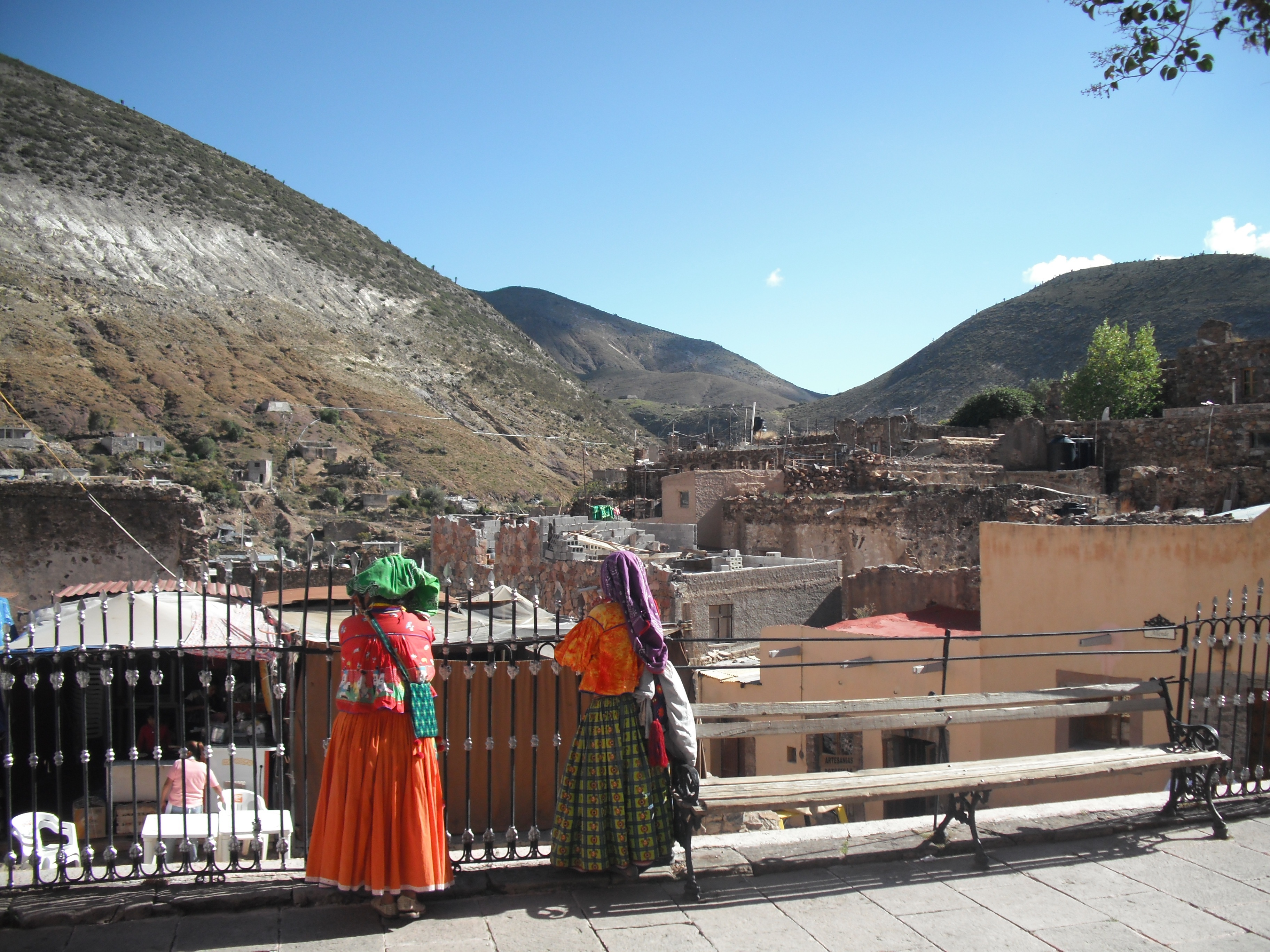
Mujeres en la plaza Hidalgo.